# 大衛·法蘭科
大衛·法蘭科（英語：David Frankel，1959年4月2日—）是一名美国导演、编剧、制片人。他父亲Max Frankel是《纽约时报》的前执行编辑。1996年他导演的电影短片《Dear Diary》获得了奥斯卡奖最佳真人短片，《我家也有大明星》（2004）为他赢得了艾美獎喜剧系列独立导演奖。他导演的著名电影有《穿著Prada的惡魔》（2006）和《馬利與我》（2008）。

## 电影作品
- 1995：Miami Rhapsody
- 1996：Dear Diary ，短片
- 2002：Just Like You Imagined
- 2006：穿著Prada的惡魔/The Devil Wears Prada
- 2008：馬利與我
- 2011：观鸟大年/The Big Year
- 2012：希望温泉/Hope Springs
- 2013：翻聲吧！保羅/One Chance
- 2016：最美的安排/Collateral Beauty
- 2022：傑瑞和瑪姬生活闊綽/Jerry & Marge Go Large
- 2026：穿著Prada的惡魔2/The Devil Wears Prada 2